# Рингнес

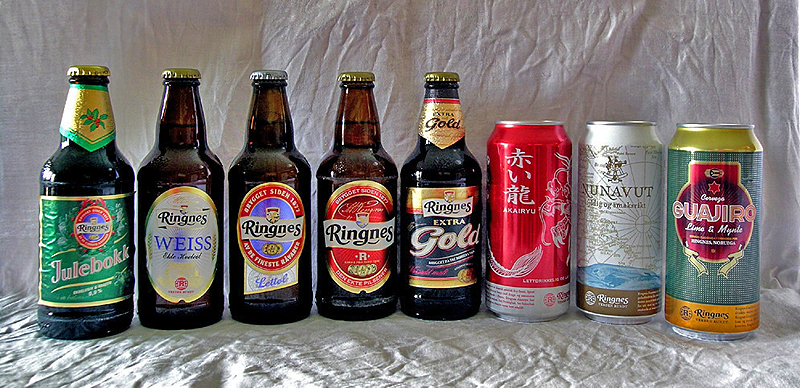

Рингнес (норв. Ringnes) — марка традиционного норвежского пива, а также название пивоваренной компании, его производящей (Ringnes Bryggeri). Крупнейший в Норвегии производитель пива.
Пивное производство «Рингерс» было основано в 1876 году братьями Амундом и Эллефом Рингерс, из которых Амунд был пивоваром, а Эллеф руководил сбытом напитка, а также консулом Акселем Хейбергом. Пивоварня находилась в Осло, и первая партия пива на ней была выпущена в 1877 году. Фирма «Рингнес» в конце XIX столетия финансировала полярные экспедиции Фритьофа Нансена и Отто Свердрупа. В знак благодарности Свердруп в 1900 году назвал открытые им три больших острова в Канадском арктическом архипелаге: остров Эллефа Рингнеса, остров Амунда Рингнеса и остров Акселя Хейберга.
До 1978 года фирма «Рингнес» оставалась семейным предприятием. Позднее она объединяется с небольшим норвежским производством Нора Индастриз, которое в свою очередь в 1991 было приобретено финансово-промышленной группой Оркла (Orkla). В 2004 году крупнейший европейский производитель пива, датская компания Carlsberg приобретает большую часть Оркла, вследствие чего также и фирма «Рингнес» оказалась принадлежащей датскому концерну.
В 2009 «Рингнес» заключила соглашение о продаже контрольного пакета акций своей пивоварни Arendal.
Фирме «Рингнес» в Норвегии принадлежат 6 предприятий по производству напитков — в Ниттедале, Тронхейме, Арендале, Будё, Ларвике (Farris) и в Имсдалене (Imsdalen, производство минеральной воды). Кроме пива, эта компания выпускает прохладительные напитки и минеральную воду.